# 読売カップ
読売カップ（よみうりカップ）とは、1949年から1973年まで中央競馬で行われたアングロアラブ系の重賞競走である。当初は団体戦のアラブ東西対抗として、後には「アラブダービー」の通称で人気を博した。
距離は芝・2000メートルである。春は関東（東京競馬場→中山競馬場）、秋は関西（阪神競馬場）で開催されていた。

## 概要

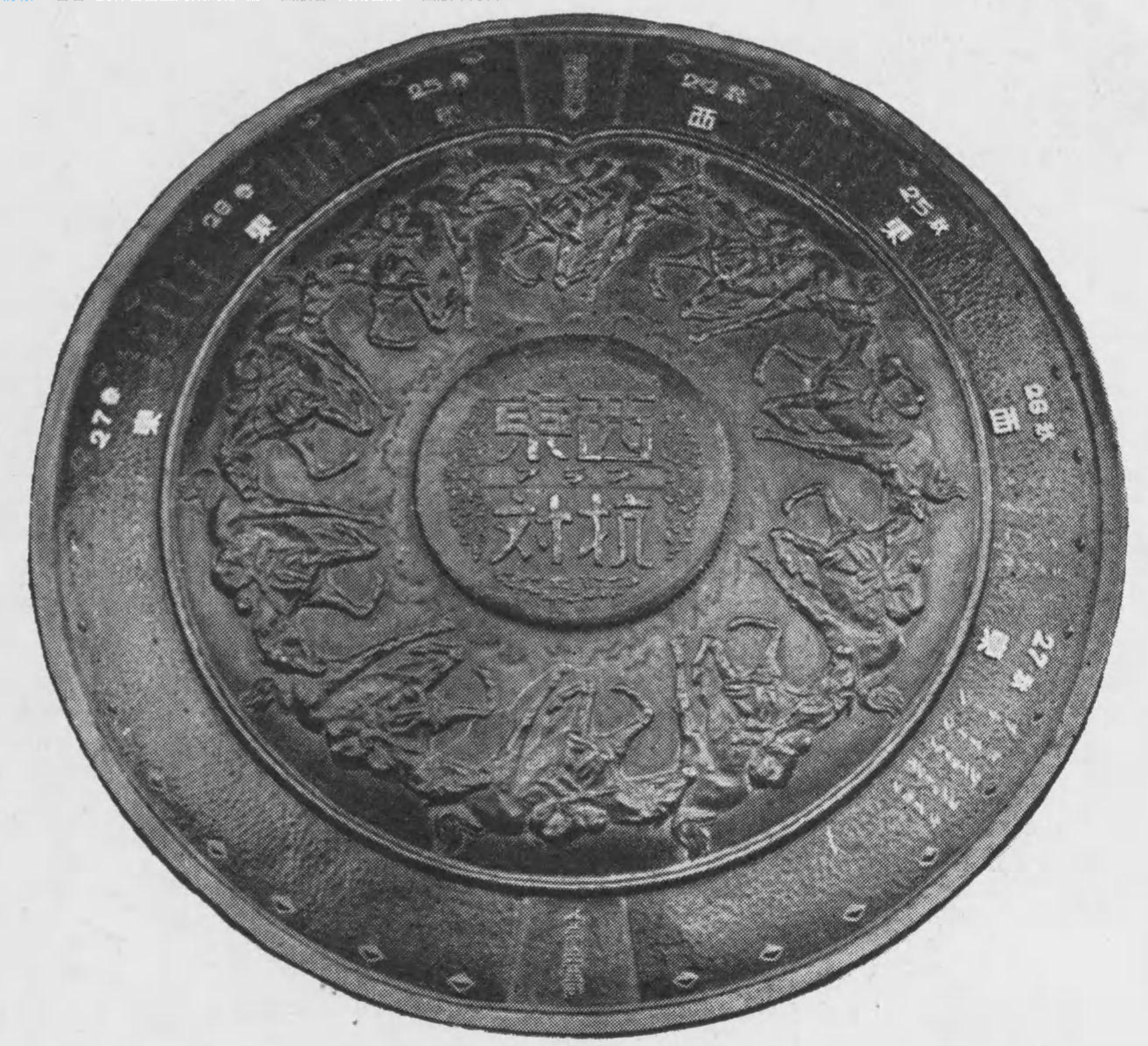
読売楯。第1回から第7回までの勝利陣営と5頭の馬名が刻まれている

1949年、仁川の阪神競馬場開設を記念し、国営競馬初のアラブ系重賞競走「アラブ東西対抗（正式名称：読売楯争奪アラブ東西対抗）」として創設。プロ野球の東西対抗戦に着想を得て、世界でも稀な団体戦として企画された。関東と関西からそれぞれ5頭、計10頭で競走を行い、着順に応じた得点を合計して東軍・西軍の勝敗を決めた。当初のルールは以下の通り。
- 関東・関西にそれぞれ出場馬選考委員会を設置し、アラブ系競走馬5頭（補欠1頭）を選出
- 出走条件はアラブ系4〜7歳（現3〜6歳）
- 関東馬5頭、関西馬5頭、計10頭で競走を行う
- 得点は1着から順に10点、5点[注 2]、4点、3点、2点、6着以下0点
- 各軍の得点を合計して勝敗を決定する

協賛には読売新聞社が名乗りをあげた。当時は朝日新聞社による朝日杯3歳ステークスを筆頭に、多くの新聞社が冠競走の創設と提供を希望していた。優勝賞品として提供された青銅製の盾（読売楯）には勝者（年次・東西および5頭の馬名）が刻まれ、毎回の持ち回りとされた。他に総理大臣賞カップ、1着賞金30万円・団体賞20万円が用意された。また、遠征馬には特別参加賞として3万円が授与されることとなった。
第1回は関東の本命・ヒエンが回避し、関西の本命であるタマツバキが優勝、団体戦としても西軍が勝利した。売上額8,345,200円は同年の菊花賞（売上額811万円、勝ち馬トサミドリ）を超えており、本競走の人気が窺える。翌1950年の春季には第2回を東京競馬場で開催（東軍勝利）。以降春秋2回、春は関東、秋は関西での開催が定着した。
1952年春（第6回）より「読売カップ（アラブ東西対抗）」と改称し、春季開催を中山競馬場に変更。さらに出走馬をアラブ系4歳（現3歳）に変更し、アングロアラブの日本ダービーとでもいうべき競走に変化した。1954年春（第10回）からは団体戦方式（東西対抗）を廃し「読売カップ」と改められた。
古馬混合時代にはタマツバキやニユーバラツケー、4歳馬限定時代にはセイユウ、シユンエイ、ゲンタロウ、オーギを始めとするアラブの名馬が輩出した。春の読売カップは「アラブダービー」、秋も「アラブの菊花賞」と通称され、クラシック競走に例えられた。
しかし、中央競馬のアラブ系競走馬のレースが縮小される傾向から、1973年の第49回を最後として廃止となり、その後春はセイユウ記念、秋はシュンエイ記念にそれぞれ代替されて開催されたが、さらなるアラブ系競走馬の減少を理由としていずれも廃止されている。また、読売新聞社はこのあとスプリンターズステークス（中山）、マイラーズカップ（阪神→京都）に優勝トロフィーを提供しているが、スプリンターズステークスはその後撤退しており、現在はマイラーズカップのみとなっている。

## 歴史
- 1949年 - アラブ系4歳以上7歳以下の重賞競走「読売楯争奪アラブ東西対抗」を創設、秋季に阪神競馬場の芝2000mで施行。
- 1950年
  - 第2回を春季東京競馬場の芝2000mで施行。以降春秋開催となる。
  - 第2回に出走する関西馬を決定するため、特別競走「アラブ東西対抗予選」が施行される（本年のみ）[8]。
- 1952年
  - 「読売カップ（アラブ東西対抗）」に改称。
  - 出走条件をアラブ系4歳に変更。
  - 春季開催場所を中山競馬場に変更。
- 1954年
  - 「読売カップ」に改称。
  - 団体戦廃止。
- 1973年 - 第49回読売カップ（秋）をもって廃止。春季はセイユウ記念、秋季はシュンエイ記念に役割は引き継がれた。

## 歴代優勝馬
東西対抗の団体戦という特殊な性格のため、団体戦実施期とそれ以降で分けて記載する。
馬齢は現行表記、当時の年齢表記は表の数値に1を加えた値になる。

### アラブ東西対抗

#### アラブ東西対抗（春）
| 回数  | 年月日        | 優勝馬           | 所属 | 性齢 | タイム   | 優勝騎手   | 管理調教師 | 対抗成績   |
| ----- | ------------- | ---------------- | ---- | ---- | -------- | ---------- | ---------- | ---------- |
| 第2回 | 1950年6月10日 | ミキノヒカリ     | 東   | 牡6  | 2:12 1/5 | 渡辺正人   | 仲住達弥   | 20-4 東勝  |
| 第4回 | 1951年6月10日 | ニユーバラツケー | 東   | 牡4  | 2:06 3/5 | 稗田十七二 | 鈴木勝太郎 | 15-9 東勝  |
| 第6回 | 1952年6月15日 | サチミツ         | 東   | 牡3  | 2:07 1/5 | 田中朋次郎 | 鈴木勝太郎 | 19-6 東勝  |
| 第8回 | 1953年7月5日  | アシヤガワ       | 西   | 牡3  | 2:10 1/5 | 清田十一   | 伊藤勝吉   | 12-13 西勝 |

- 施行競馬場：第2、4回 東京競馬場、第6、8回 中山競馬場
- 競走名：第2、4回「読売楯争奪アラブ東西対抗競走」、第6、8回「読売カップ競走（アラブ東西対抗）」
- 出走条件：第6、8回は3歳のみ

#### アラブ東西対抗（秋）
| 回数  | 年月日         | 優勝馬           | 所属 | 性齢 | タイム   | 優勝騎手   | 管理調教師 | 対抗成績   |
| ----- | -------------- | ---------------- | ---- | ---- | -------- | ---------- | ---------- | ---------- |
| 第1回 | 1949年12月25日 | タマツバキ       | 西   | 牡4  | 2:23 2/5 | 土門健司   | 松田由太郎 | 5-19 西勝  |
| 第3回 | 1950年12月3日  | ニユーバラツケー | 東   | 牡3  | 2:08 3/5 | 田中朋次郎 | 鈴木勝太郎 | 17-7 東勝  |
| 第5回 | 1951年12月23日 | タマツバキ       | 西   | 牡6  | 2:09 2/5 | 土門健司   | 松田由太郎 | 6-18 西勝  |
| 第7回 | 1952年12月14日 | サチミツ         | 東   | 牡3  | 2:07 4/5 | 稗田十七二 | 鈴木勝太郎 | 16-9 東勝  |
| 第9回 | 1953年12月13日 | フクオー         | 東   | 牡3  | 2:10 0/5 | 二本柳俊夫 | 稗田敏男   | 10-15 西勝 |

- 施行競馬場：阪神競馬場
- 競走名：第1、3、5回「読売楯争奪アラブ東西対抗競走」、第7、9回「読売カップ競走（アラブ東西対抗）」
- 出走条件：第7、9回は3歳のみ

### 読売カップ

#### 読売カップ（春）
| 回数   | 年月日        | 優勝馬           | 性齢 | タイム   | 優勝騎手   | 管理調教師 |
| ------ | ------------- | ---------------- | ---- | -------- | ---------- | ---------- |
| 第10回 | 1954年7月4日  | キヨタカラ       | 牡3  | 2:10 0/5 | 蛯名武五郎 | 藤本冨良   |
| 第12回 | 1955年7月3日  | タツトモ         | 牡3  | 2:07 1/5 | 八木沢勝美 | 武輔彦     |
| 第14回 | 1956年7月8日  | カンダオー       | 牡3  | 2:11 1/5 | 高橋英夫   | 柴田寛     |
| 第16回 | 1957年7月7日  | セイユウ         | 牡3  | 2:05 3/5 | 二本柳俊夫 | 稲葉秀男   |
| 第18回 | 1958年7月6日  | シユンエイ       | 牡3  | 2:08 1/5 | 栗田勝     | 武田文吾   |
| 第20回 | 1959年7月5日  | ダイマンゲツ     | 牡3  | 2:07 2/5 | 古山良司   | 日迫清     |
| 第22回 | 1960年7月3日  | フミエ           | 牝3  | 2:06.8   | 小林稔     | 小林三雄三 |
| 第24回 | 1961年7月9日  | キングハルオー   | 牡3  | 2:08.3   | 加賀武見   | 柴田寛     |
| 第26回 | 1962年7月15日 | ゲンタロウ       | 牡3  | 2:05.9   | 大和田稔   | 梶与三男   |
| 第28回 | 1963年7月7日  | フジムスメ       | 牝3  | 2:07.4   | 古山良司   | 藤本冨良   |
| 第30回 | 1964年7月5日  | オーギ           | 牡3  | 2:05.1   | 古山良司   | 高木良三   |
| 第32回 | 1965年7月4日  | アオエース       | 牝3  | 2:07.9   | 中山義次   | 土門健司   |
| 第34回 | 1966年7月3日  | ミスハマノオー   | 牝3  | 2:08.8   | 保田隆芳   | 木村寛     |
| 第36回 | 1967年7月2日  | タケダヒカル     | 牡3  | 2:07.1   | 野平祐二   | 柴田不二男 |
| 第38回 | 1968年6月23日 | ビッグスリー     | 牡3  | 2:07.0   | 坂田正行   | 坂口正二   |
| 第40回 | 1969年7月6日  | マルブツライト   | 牡3  | 2:12.5   | 古賀一隆   | 谷栄次郎   |
| 第42回 | 1970年6月7日  | シンコウダービー | 牡3  | 2:06.3   | 戌亥信昭   | 戌亥信義   |
| 第44回 | 1971年5月16日 | タツノヒカリ     | 牡3  | 2:06.0   | 佐藤政男   | 西塚十勝   |
| 第46回 | 1972年7月16日 | ヒシマツタカ     | 牡3  | 2:06.9   | 蛯沢誠治   | 成宮明光   |
| 第48回 | 1973年6月3日  | ハマノカゲ       | 牡3  | 2:05.6   | 増沢末夫   | 坂口正二   |

- 施行競馬場：第14、30、34、38、44回以降は東京競馬場、それ以外は中山競馬場

#### 読売カップ（秋）
| 回数   | 年月日         | 優勝馬           | 性齢 | タイム   | 優勝騎手   | 管理調教師 |
| ------ | -------------- | ---------------- | ---- | -------- | ---------- | ---------- |
| 第11回 | 1954年12月19日 | カンパク         | 牡3  | 2:09 4/5 | 清田十一   | 伊藤勝吉   |
| 第13回 | 1955年12月18日 | トシカゼ         | 牡3  | 2:07 4/5 | 伊藤修司   | 伊藤勝吉   |
| 第15回 | 1956年12月9日  | ミスキヨフク     | 牝3  | 2:08 4/5 | 山岡忞     | 中村広     |
| 第17回 | 1957年12月22日 | セイユウ         | 牡3  | 2:06 0/5 | 土門健司   | 稲葉秀男   |
| 第19回 | 1958年12月21日 | シユンエイ       | 牡3  | 2:07 3/5 | 松本善登   | 武田文吾   |
| 第21回 | 1959年12月20日 | サンイツ         | 牝3  | 2:12.0   | 勝又忠     | 松山吉三郎 |
| 第23回 | 1960年12月18日 | ヤマジヨー       | 牡3  | 2:06.2   | 諏訪真     | 稗田敏男   |
| 第25回 | 1961年12月18日 | ホールインワン   | 牡3  | 2:07.6   | 飯塚好次   | 松山吉三郎 |
| 第27回 | 1962年12月9日  | ゲンタロウ       | 牡3  | 2:12.8   | 栗田勝     | 梶与三男   |
| 第29回 | 1963年12月22日 | タカクラホープ   | 牝3  | 2:08.2   | 松永高徳   | 田中康三   |
| 第31回 | 1964年12月27日 | オーギ           | 牡3  | 2:08.0   | 森安弘明   | 高木良三   |
| 第33回 | 1965年12月11日 | ゴールドバンカー | 牡3  | 2:08.3   | 武邦彦     | 武平三     |
| 第35回 | 1966年12月10日 | ミスハマノオー   | 牝3  | 2:07.7   | 高橋成忠   | 木村寛     |
| 第37回 | 1967年12月8日  | ギンオーザ       | 牡3  | 2:07.2   | 川端義雄   | 諏訪佐市   |
| 第39回 | 1968年12月21日 | ビッグスリー     | 牡3  | 2:05.1   | 坂田正行   | 坂口正二   |
| 第41回 | 1969年12月21日 | サンサード       | 牡3  | 2:06.0   | 戌亥信昭   | 戌亥信義   |
| 第43回 | 1970年12月13日 | ヒノデオーザ     | 牡3  | 2:06.2   | 山田広士   | 斎藤籌敬   |
| 第45回 | 1971年9月19日  | タツノヒカリ     | 牡3  | 2:10.3   | 佐々木昭次 | 西塚十勝   |
| 第47回 | 1972年10月15日 | ジャズ           | 牡3  | 2:03.5   | 川端義雄   | 高橋直     |
| 第49回 | 1973年10月10日 | エキプレス       | 牡3  | 2:04.8   | 菅原泰夫   | 茂木為二郎 |

- 施行競馬場：第41回 小倉競馬場、第43回 中京競馬場、第47回以降 京都競馬場、それ以外は阪神競馬場

- タイム：第1 - 20回 1/5秒表示、第21回以降 1/10秒表示
- 出典：[3][9]